# Storsjön (Lofta socken, Småland)
Storsjön är en sjö i Västerviks kommun i Småland och ingår i Storån-Botorpsströmmens kustområde. Sjön har en area på 0,295 kvadratkilometer och ligger 17,9 meter över havet.

## Delavrinningsområde
Storsjön ingår i det delavrinningsområde (642247-153601) som SMHI kallar för Mynnar i havet. Medelhöjden är 60 meter över havet och ytan är 47,76 kvadratkilometer. Det finns inga avrinningsområden uppströms utan avrinningsområdet är högsta punkten. Avrinningsområdets utflöde Dynestadsån mynnar i havet. Avrinningsområdet består mestadels av skog (65 %) och jordbruk (20 %). Avrinningsområdet har 1,79 kvadratkilometer vattenytor vilket ger det en sjöprocent på 3,7 %.